# Hyuk Byun
Hyuk Byun (hangeul : 변혁 ; RR : Byeon Hyeok ; MR : Pyŏn Hyŏk), alias Daniel H. Byun, est un réalisateur et scénariste sud-coréen, né en 1966.
Il participe activement aux relations franco-coréennes pour le cinéma.

## Biographie
Hyuk Byun fréquente La Fémis à Paris (France), d'où il est diplômé en 1997.
Sous le pseudonyme de Daniel H. Byun, il tourne son premier long métrage on his film debut Interview (2000), suivant les prescriptions du mouvement Dogme 95.

## Filmographie

### Longs métrages
- 2000 : Interview  (ou Dogme #7, 인터뷰) (sous le nom de Daniel H. Byun) (réalisateur et scénariste)
- 2004 : The Scarlet Letter (주홍글씨)
- 2018 : High Society (상류사회) (réalisateur et scénariste)

### Courts métrages
- 1990 : Homo Videocus (호모 비디오쿠스) (sous le nom de Daniel H. Byun) (réalisateur, scénariste, directeur de la photographie et monteur)
- 1997 : Olson (올슨) (sous le nom de Daniel H. Byun) (réalisateur et scénariste)
- 2009 : His Concern, segment de Ogamdo (ko) (오감도) (réalisateur et scénariste)